# Palmeraie de Francfort-sur-le-Main

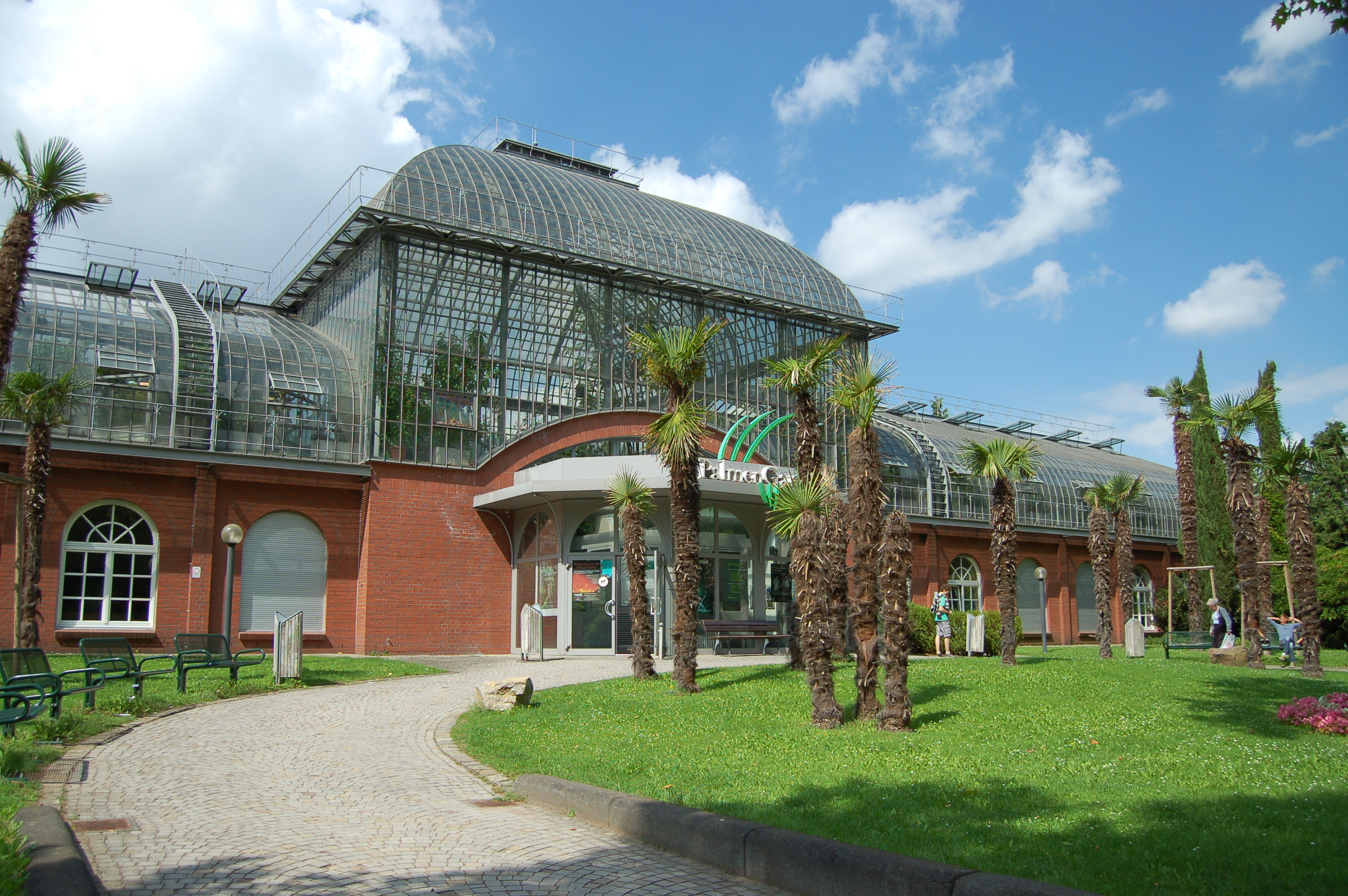
Entrée de la serre

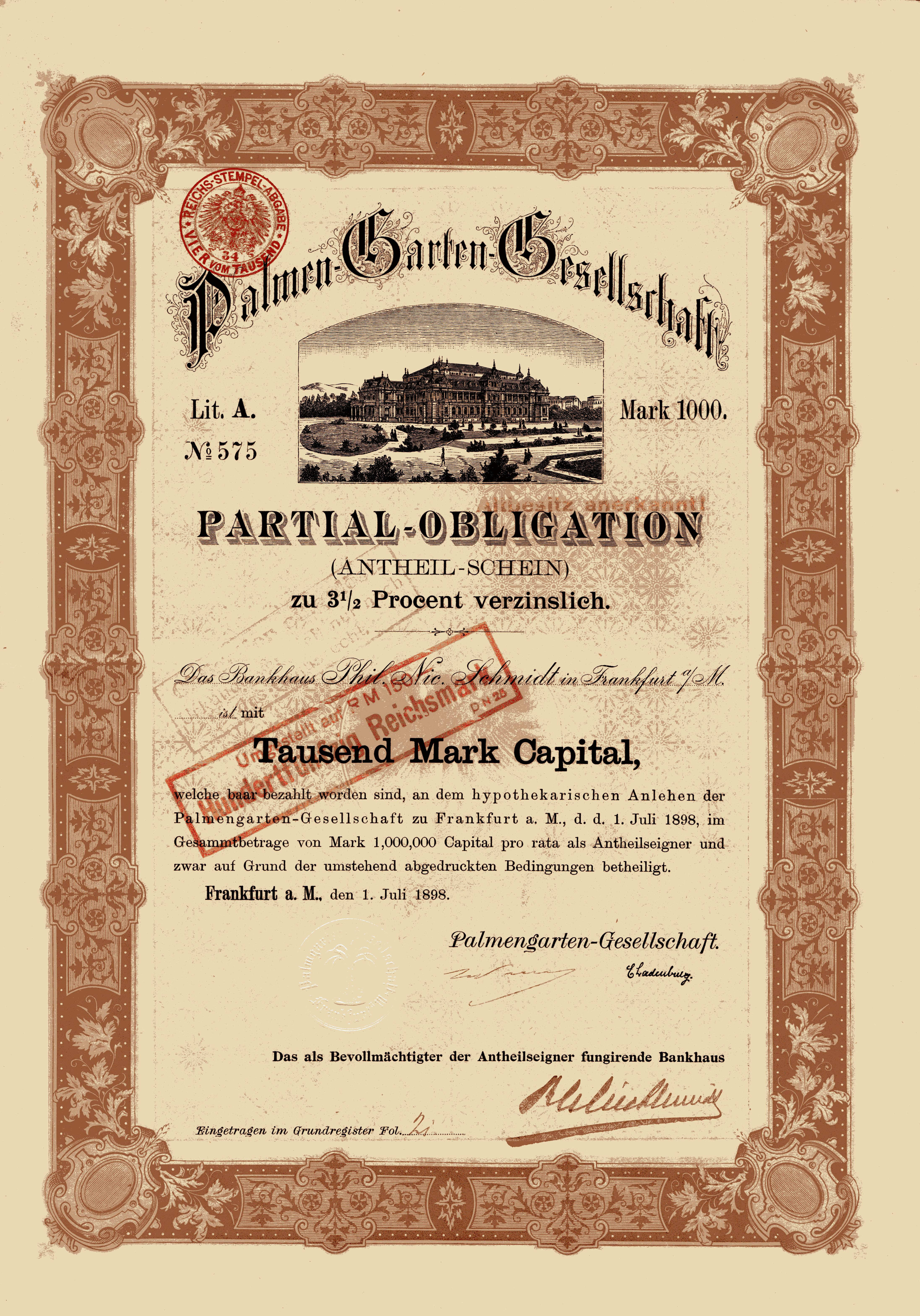
Obligation du Palmengaten-Gesellschaft en date du 1 juillet 1898

La Palmeraie, (Palmengarten)  est l'un des deux jardins botaniques de Francfort-sur-le-Main en Allemagne. Il est limitrophe du Grüneburgpark et contigu au jardin botanique de l'Université. Il a été fondé en 1868 et ouvert au public en 1870. Il occupe une superficie de 22 hectares.
La Palmeraie comporte une grande serre de palmiers, une roseraie, un jardin de rhododendrons, une rocaille, un jardin de bruyères, un jardin sauvage dans la partie nord, une maison des Fleurs de 200m2 avec une zone froide et une zone chaude, une maison alpine (Leonhardsbrunn) qui comporte des serres notamment consacrées aux agrumes et aux plantes de la Tasmanie. La Palmeraie présente aussi une prairie steppique avec une clairière de graminées. Il existe aussi une maison subantarctique inaugurée en 1992, une serre des cactus particulièrement remarquable et un « Tropicarium » qui regroupe des serres de plantes regroupées selon leur biotope: désert, régions semi-arides, savane, etc.